# Delias mitisi
Delias mitisi är en fjärilsart som beskrevs av Otto Staudinger 1894. Delias mitisi ingår i släktet Delias och familjen vitfjärilar. Inga underarter finns listade i Catalogue of Life.